# Langues ryūkyū
Les langues ryūkyū (aussi appelées langues ryūkyūanes ou langues macro-ryūkyūanes) sont parlées par les Ryukyuans, les populations indigènes des îles Ryūkyū, et appartiennent à la famille des langues japoniques. Les îles Ryūkyū comptent plus d'un million d'habitants, mais seule une minorité de cette population est encore capable de parler ces langues. Toutes les langues ryūkyū sont en danger ou en voie de disparition au profit du japonais.
Elles ne sont pas officiellement reconnues par le Japon comme des langues différentes du japonais et sont traditionnellement classées comme « dialectes japonais », un point de vue rejeté par la majorité des chercheurs. Ce sont les seules langues dont la parenté avec le japonais a été prouvée de manière irréfutable.
Ces langues constituent l'une des deux branches du groupe « japonique » regroupant également les parlers de la métropole et leurs extensions. Comprenant plusieurs centaines de milliers de locuteurs, l'okinawaïen est de loin le plus usité.
Les langues ryūkyū et le japonais se sont séparés au cours des premiers siècles de notre ère, sans doute entre le IIIe et le VIe siècle. La migration des locuteurs japoniques vers les îles Ryūkyū n'a en revanche eu lieu que vers le Xe siècle, après une période de plusieurs siècles de contact avec le japonais sur l'île de Kyūshū.
La parenté des langues ryūkyū avec le japonais a été établie au XIXe siècle par Basil Hall Chamberlain dans sa grammaire comparée de l'okinawaïen et du japonais.

## Liste
- langues ryūkyū du Nord
  - langues amami (en)
    - amami du Nord
    - amami du Sud
    - kikaï
    - toku-no-shima

  - langues okinawaïennes
    - yoron
    - oki-no-erabu
    - kunigami
    - okinawaïen
- langues ryūkyū du Sud
  - miyako
  - yaeyama
  - yonaguni